# Jatipandak
Jatipandak is een bestuurslaag in het regentschap Lamongan van de provincie Oost-Java, Indonesië. Jatipandak telt 1903 inwoners (volkstelling 2010).